# Eporidia
Eporidia é um gênero de mariposa pertencente à família Crambidae.